# 着用
| ウィキペディアには「着用」という見出しの百科事典記事はありません（タイトルに「着用」を含むページの一覧/「着用」で始まるページの一覧）。 代わりにウィクショナリーのページ「着用」が役に立つかもしれません。 |